# 绿色的基督
绿色的基督（Le Christ vert）由高更在1889年创作法国布列塔尼的蓬塔旺，与《黄色的基督》一同被认为是象征主义的关键作品之一。绿色的基督描画了一个布列塔尼女人在骷髅地、耶稣受难像脚边。耶稣受难像（calvary）在布列尼塔十分常见。从画面上看看，画中的地点在克洛阿尔卡尔诺厄的大西洋海岸边。